# Кольонія-Ломніцька
Кольонія-Ломніцька (пол. Kolonia Łomnicka, нім. Tellsruh) — село в Польщі, у гміні Олесно Олеського повіту Опольського воєводства.
Населення — 267 осіб (2011).
У 1975-1998 роках село належало до Ченстоховського воєводства.

## Демографія
Демографічна структура станом на 31 березня 2011 року:
|          | Загалом | Допрацездатний вік | Працездатний вік | Постпрацездатний вік |
| -------- | ------- | ------------------ | ---------------- | -------------------- |
| Чоловіки | 128     | 32                 | 77               | 19                   |
| Жінки    | 139     | 30                 | 77               | 32                   |
| Разом    | 267     | 62                 | 154              | 51                   |